# ماروکیدور
ماروکیدور (به انگلیسی: Maroochydore) یک شهرک در استرالیا است که در کوئینزلند واقع شده‌است.